# Traité de Charmes

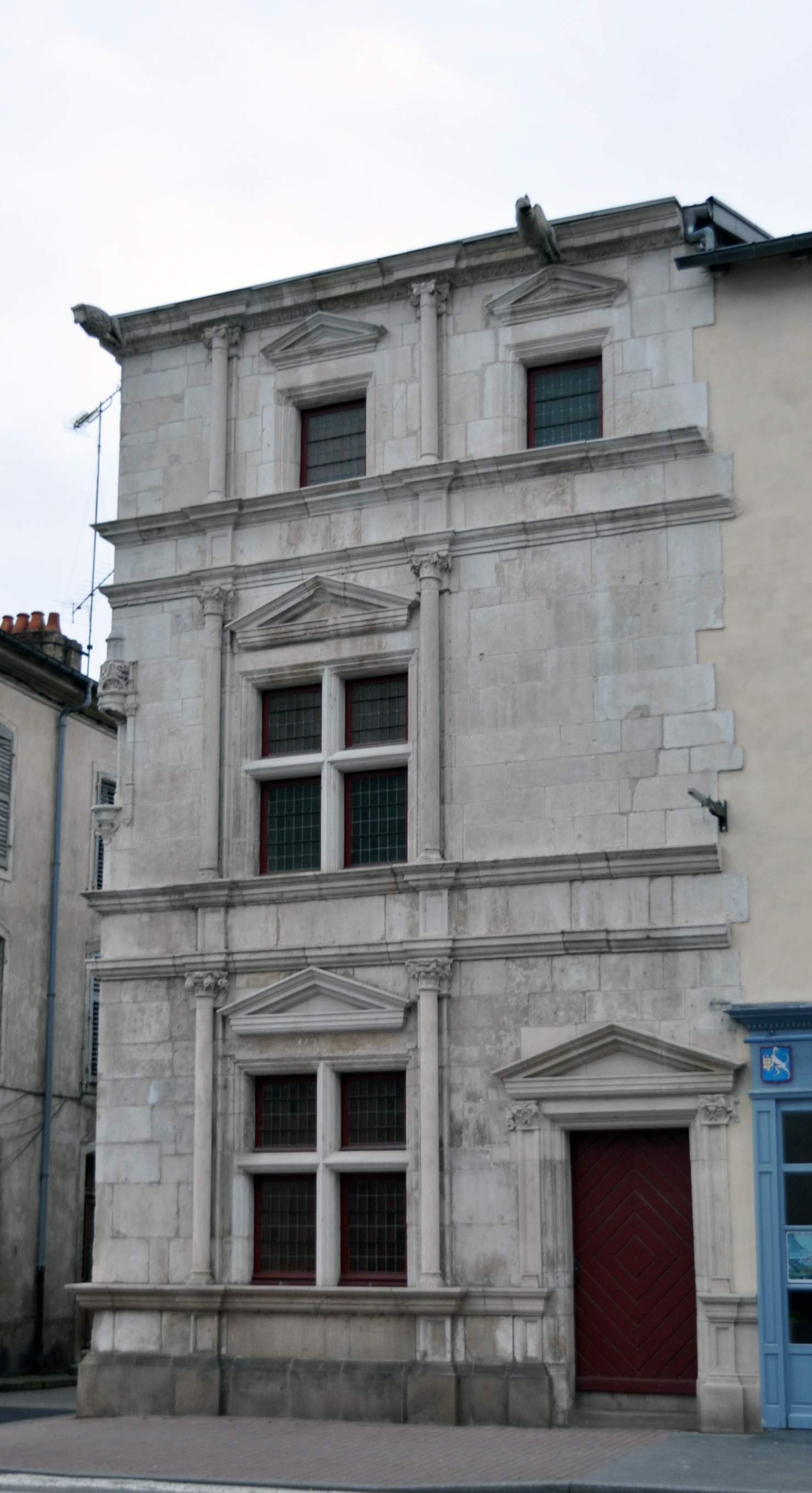
La Maison des Loups où fut signé le traité.

Le traité de Charmes est une convention établie le 20 septembre 1633 où Charles IV se voit contraint de signer à Charmes devant Richelieu.

## Le traité
Le 18 septembre Richelieu, accompagné de François Leclerc du Tremblay, du cardinal de La Valette et du nonce du Pape, arrive à Charmes escorté par quatre-cents chevaux. Le 19 septembre fut consacré aux difficiles négociations, et le 20 le traité est signé à la Maison des Loups.
Le traité reprend les termes des précédents traités, traité de Liverdun en 1631, traité de Vic en 1632 en y ajoutant des clauses plus sévères. Le duc signe l'abandon du duché de Bar qui demeure occupé jusqu'à la prestation de l'hommage exigé, et le duc doit céder la ville neuve de Nancy aux Français pour quatre ans. Cependant le duc peut garder la ville vieille pour lui et sa famille. Il s'engage de surcroît à livrer au roi sa sœur, la princesse Marguerite, réfugiée à Bruxelles avec Gaston d'Orléans son époux depuis 1631.

## Les conséquences
Quelques mois plus tard, en janvier 1634, Charles IV préfère abdiquer en faveur de son frère Nicolas-François de Lorraine et reprendre les armes au service de l'empereur Ferdinand II.

## Reconstitution
En août 2015, l'office du tourisme de Charmes organise une reconstitution en costume de la signature du traité.

## Sources
- Aubery, L'Histoire du cardinal duc de Richelieu, p. 202, éd. Antoine Bertier, 1660.
- Jean-Yves de Saint-Prest, Histoire des traitez de paix et autres négociations du dix-septième siècle : depuis la Paix de Vervins jusqu'à la Paix de Nimègue, vol. 2, p. 178, éd. J.F. Bernard, 1725.
- Augustin Calmet, Notice de la Lorraine qui comprend les duchés de Bar et de Luxembourg, p. 179, éd. Mme George, 1840.